# رژ (شهر)

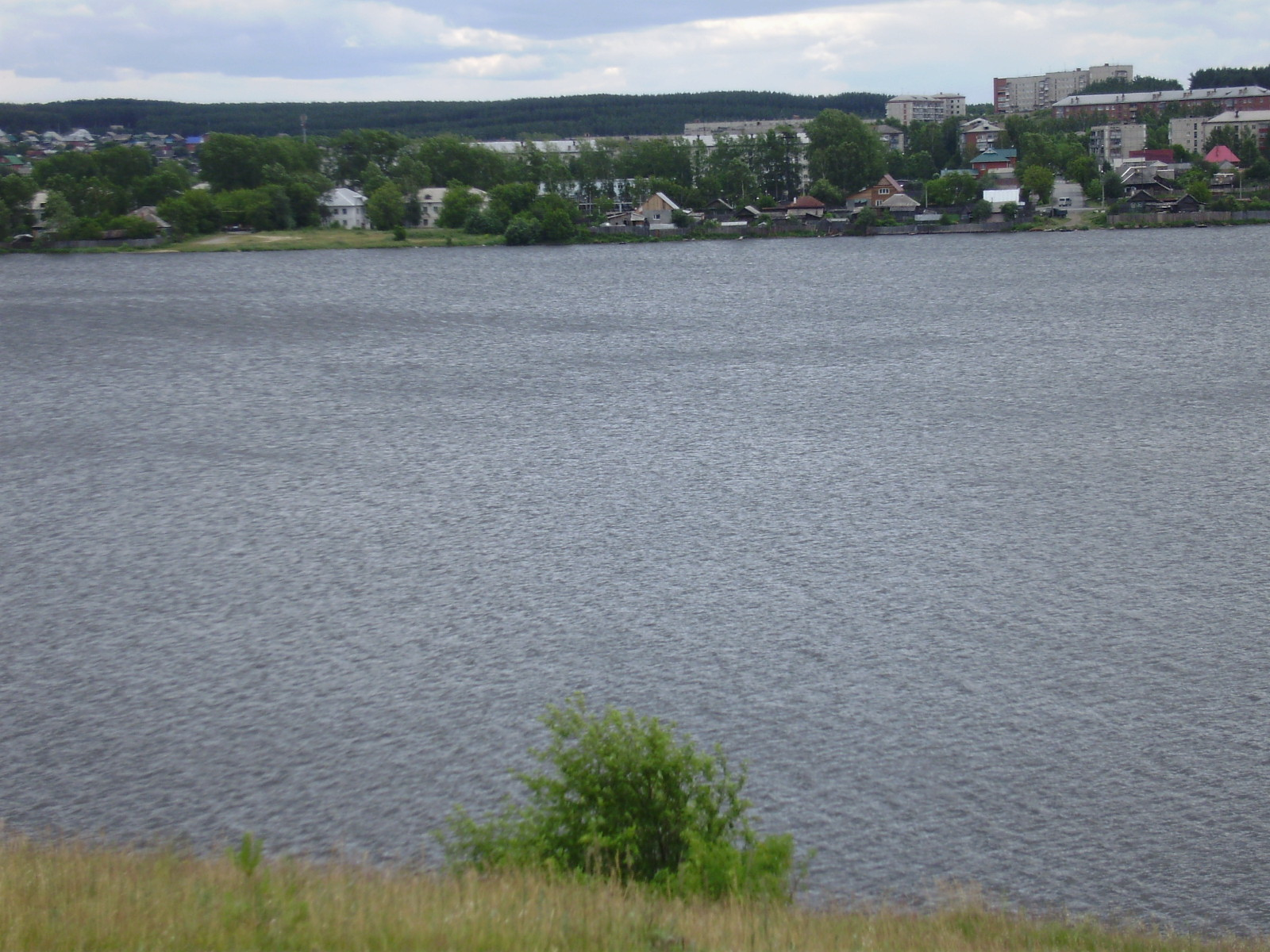
نمایی از شهر رژ

شهر رژ (به روسی: Реж) در کشور روسیه و در اوبلاست سوردلوفسک واقع شده‌است.